# Konstantin Gutberlet

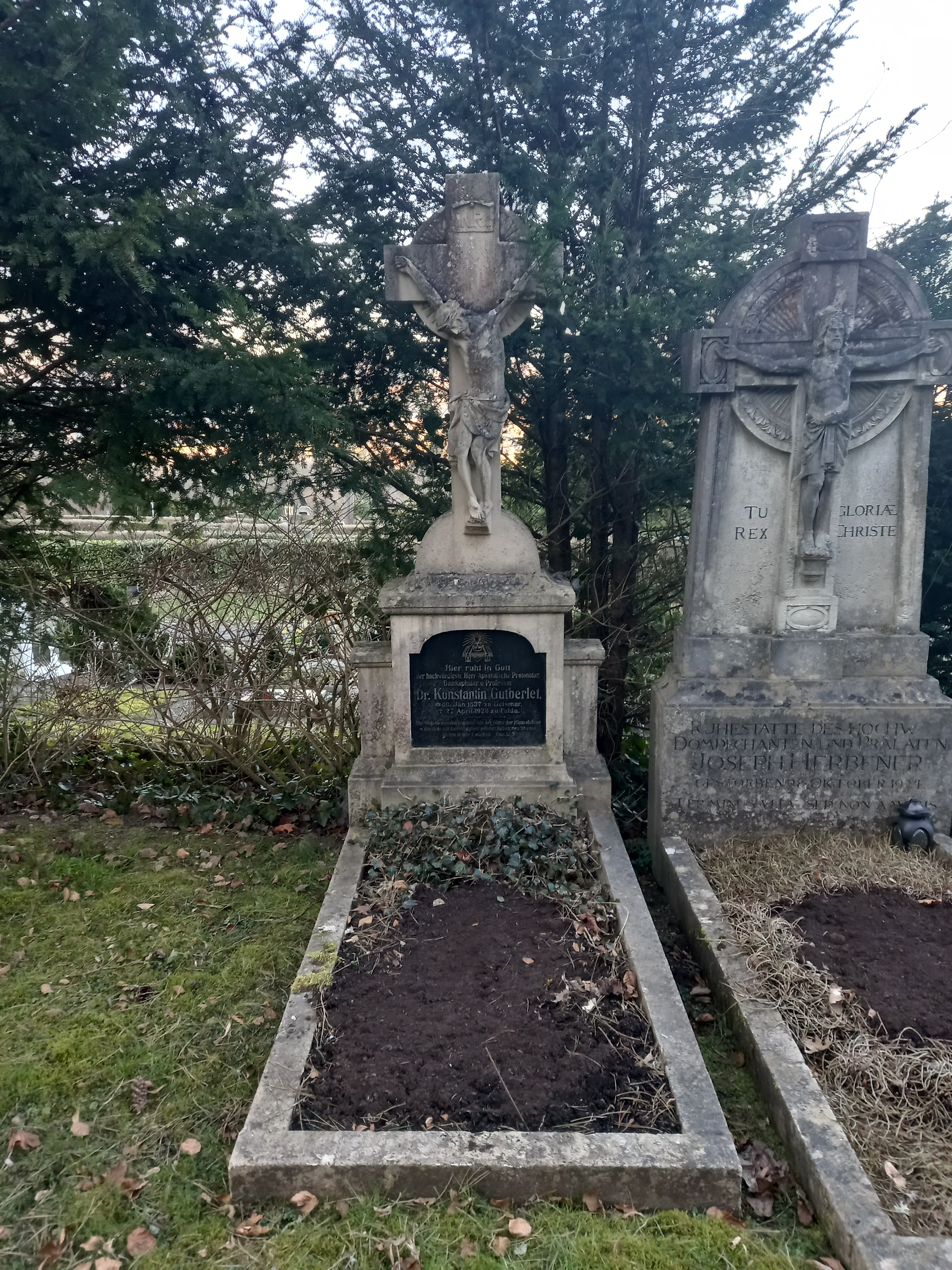
Tomba nel Cimitero di Frauenber, a Fulda.

Konstantin Gutberlet (noto anche col nome di Constantin; Geismar, 10 gennaio 1837 – Fulda, 27 aprile 1928) è stato un presbitero, filosofo e teologo tedesco, esponente della Neoscolastica cattolica.

## Biografia
Nato vicino a Geisa, dopo aver frequentato il ginnasio a Fulda, dal 1856 al 1862 studiò filosofia e teologia al Collegium Germanicum di Roma. Fu ordinato sacerdote nel 1861. Dopo aver conseguito il dottorato in teologia, insegnò nel seminario di Fulda, che nel 1874 fu soppresso durante il Kulturkampf. I candidati al sacerdozio di Fulda si trasferirono al Fuldaneum di Würzburg, una casa senza strutture didattiche proprie, che Gutberlet diresse in qualità di rettore.
Durante questo periodo, scrisse numerose opere, tra cui un manuale di filosofia in sei volumi. Al centro del suo pensiero c'era il tentativo di mettere in relazione le forme della matematica moderna con la conoscenza di Dio. L'ispirazione gli venne dallo scambio amichevole con Georg Cantor.
Nel 1886 fu riaperto il seminario di Fulda e Gutberlet vi assunse una cattedra di dogmatica, filosofia e apologetica, che mantenne fino al 1924.
Nel 1900 Gutberlet divenne canonico a Fulda. Successivamente, ricevette diversi titoli d'onore papali; l'ultimo titolo fu quello di protonotario apostolico nel 1907. Nel 1909, l'Università cattolica di Lovanio gli conferì un dottorato onorario.

## Posizioni
Gutberlet difendeva l'idea che Dio avesse coscienza di una moltitudine infinita (come tutte le cifre decimali di oppure tutti i numeri naturali) e che quindi l'infinito attuale esistesse, sebbene negasse l'esistenza nella natura. Cantor aveva cercato conferme anche nella Chiesa cattolica, convinto che il tomismo aristotelico ammettesse l'infinito attuale.

## Riconoscimenti
In suo onore è intitolata una scuola elementare nella sua città natale, Geisa-Geismar, in Turingia.

## Scritti (selezione)
- Lehrbuch der Philosophie, Theissing Buchhandlung Münster 1878–85 (in Frakturschrift, Halblederbände).
  - Band 1: Die Theodicee, 1878 (218 p.), 1896 (279 Seiten, 3. vermehrte Auflg.), 1909 (317 p., 4ª edizione).
  - Band 2: Allgemeine Metaphysik, 1880 (226 p.), 1896 (229 Seiten, 3. vermehrte Auflg.), 1906 (328 p.).
  - Band 3: Die Psychologie, 1881 (226 p.), 1896 (357 Seiten, 3. vermehrte Auflg.), 1904 (383 p.).
  - Band 4:  Logik und Erkenntnistheorie, 1882 (262 p.), 1898 (314 Seiten, 3. vermehrte Auflage), 1898 (357 p.).
  - Band 5: Ethik und Naturrecht, 1893 (214 p.), 1901 (222 p.).
  - Band 6: Naturphilosophie, 1884 (176 p.), 1913 (344 p.).
- Das Unendliche, mathematisch und metaphysisch betrachtet. Mainz 1878.
- Die neue Raumtheorie.  Mainz 1882.
- Der Spiritismus. Köln 1882, OCLC 1283713093.
- Der mechanistische Monismus. Eine Kritik der modernen Weltanschauung. Paderborn 1893.
- Der Mensch, Sein Ursprung und seine Entwicklung, Paderborn 1896.
- Der Kampf um die Seele, 2 Bände, Mainz 1899. 1903 (2ª edizione). digitale-bibliothek-mv.de
- Lehrbuch der Apologetik, Theissing’sche Buchhandlung Münster i. W. (edizione cartonata, in caratteri gotici)
  - vol. I: Von der Religion überhaupt, 1903.
  - vol. II: Von der geoffenbarten Religion, 1904 (532 p.) 1922 (4ª edizione, 489 p.).
- Die Willensfreiheit und ihre Gegner. Fulda 1907 (458 pp.; 2ª edizione molto ampliata), OCLC 717568707.
- Der Gottmensch Jesus Christus. Eine Begründung und Apologie der kirchlichen Christologie. 1913, OCLC 22887349.
- Die Gottesmutter. 1917, OCLC 34467338.
- Das heilige Sakrament des Altares.  1919, OCLC 246092548.